# Green Montana
Pour les articles homonymes, voir Montana.
 (avril 2024).
La mise en forme du texte ne suit pas les recommandations de Wikipédia : il faut le « wikifier ».
Les points d'amélioration suivants sont les cas les plus fréquents. Le détail des points à revoir est peut-être précisé sur la page de discussion.
- Les titres sont pré-formatés par le logiciel. Ils ne sont ni en capitales, ni en gras.
- Le texte ne doit pas être écrit en capitales (les noms de famille non plus), ni en gras, ni en italique, ni en « petit »…
- Le gras n'est utilisé que pour surligner le titre de l'article dans l'introduction, une seule fois.
- L'italique est rarement utilisé : mots en langue étrangère, titres d'œuvres, noms de bateaux, etc.
- Les citations ne sont pas en italique mais en corps de texte normal. Elles sont entourées par des guillemets français : « et ».
- Les listes à puces sont à éviter, des paragraphes rédigés étant largement préférés. Les tableaux sont à réserver à la présentation de données structurées (résultats, etc.).
- Les appels de note de bas de page (petits chiffres en exposant, introduits par l'outil «  Source ») sont à placer entre la fin de phrase et le point final[comme ça].
- Les liens internes (vers d'autres articles de Wikipédia) sont à choisir avec parcimonie. Créez des liens vers des articles approfondissant le sujet. Les termes génériques sans rapport avec le sujet sont à éviter, ainsi que les répétitions de liens vers un même terme.
- Les liens externes sont à placer uniquement dans une section « Liens externes », à la fin de l'article. Ces liens sont à choisir avec parcimonie suivant les règles définies. Si un lien sert de source à l'article, son insertion dans le texte est à faire par les notes de bas de page.
- La présentation des références doit suivre les conventions bibliographiques. Il est recommandé d'utiliser les modèles {{Ouvrage}}, {{Chapitre}}, {{Article}}, {{Lien web}} et/ou {{Bibliographie}}. Le mode d'édition visuel peut mettre en forme automatiquement les références.
- Insérer une infobox (cadre d'informations à droite) n'est pas obligatoire pour parachever la mise en page.

Pour une aide détaillée, merci de consulter Aide:Wikification.
Si vous pensez que ces points ont été résolus, vous pouvez retirer ce bandeau et améliorer la mise en forme d'un autre article.
Green Montana de son vrai nom Arnaud Nsita est un rappeur et chanteur belge, né le 15 juin 1993 à Verviers. Actif depuis 2015, il gagne en visibilité lorsque le rappeur Booba le signe sur son label 92i Records en 2019.

## Biographie
Arnaud Nsita naît le 15 juin 1993 à Verviers en Wallonie, Belgique, et commence le rap avec le groupe Montana, au sein duquel il est repéré par Isha qui souhaite le produire. Il se surnomme Green Montana en référence à ce premier groupe et à sa consommation de cannabis.
C’est avec les singles à deux titres Bleu Nuit et Orange Métallique (parus en 2018) que l’artiste belge fait ses débuts en solo dans le rap. Le titre Amsterdam dans le projet Orange Métallique est d’ailleurs le premier succès du rappeur,.
Il gagne en visibilité en France premièrement grâce au programme Deezer La relève mais surtout grâce à sa signature chez 92i Records en avril 2019, le label de Booba. Cette signature est un tournant dans la carrière de Green Montana et lui permet d’entrer encore plus dans le milieu du rap francophone. Le 30 octobre 2020 sort son première album intitulé Alaska. Il comporte 16 titres dont un featuring avec Booba,.
6 mois plus tard, le 11 juin 2021 est dévoilé un EP du nom de Melancholia 999. Puis le 15 avril 2022 sort son deuxième album studio Nostalgia+ qui contient 18 pistes dont une nouvelle collaboration avec SDM et une autre avec Guy2Bezbar.
Le 26 avril 2023, il dévoile son nouvel EP nommé Rouge Néon, composé de 2 morceaux, GINGER MC KENNA ainsi que 92I Maybach, accompagné d'un magnifique clip du second morceau.
Le 29 novembre 2023, l'artiste poste une mysterieuse publication sur ses réseaux sociaux dans lequel il sous entend que son prochain projet d'appellerait Saudade.
Puis le 6 Mars 2024, il lance officiellement un compte a rebours de 30 jours, laissant comprendre que son album est prêt. Il dévoile le premier extrait de l'album Phileas Fogg le 21 mars 2024, puis le second single ishtar le 28 mars 224.
Comme prévu, Saudade sort le 5 avril 2024 et contient des collaborations (restées cachées du public sur le tracklisting) des rappeurs Josman, Tiakola, Isha, SDM ou encore Théodore.
Fin Août  2024 son départ du label 92i  est annoncé par Booba. Il enchaine, depuis son départ du label, les collaborations avec des artistes comme Jolagreen23, J9ueve, Zed ou encore Sonny Rave,.

### Sa musique
Ses thèmes abordés sont assez communs dans le rap français, avec des sujets comme l'argent, la drogue, la vie de tous les jours ou les femmes (en général). Néanmoins, sa musique se caractérise surtout par une recherche profonde de mélodies (plus couramment appelées « top-lines »). L’ambiance de sa musique est souvent froide (idée que l’on retrouve souvent dans les titres de ses morceaux ou projets comme Alaska ou Bleu nuit) mais il est pourvu aussi de morceaux plus chauds, comme "Amsterdam",.

### Rapport à son art
Niveau création artistique, Green Montana est très impliqué dans la direction de ses clips, mais reste ouvert aux idées de ses réalisateurs avec par exemple le clip du titre Sale tchoin réalisé par Fred de Pontcharra. Il privilégie également des morceaux courts, à l’image de ses goûts musicaux et d’une époque où la musique en streaming se consomme à grande vitesse,.
Il apprécie beaucoup Dany Synthé, et aimerait collaborer avec plusieurs producteurs comme London on da Track.

### Famille et public
Il est très proche de sa famille (ce qui est le plus important pour lui), mais reste très pudique avec eux, au sujet de sa musique.
Cette dernière n’est pas forcément évidente, abordable pour le grand public. Cependant, elle crée une relation de proximité très forte avec le sien (idée que l’on retrouve chez beaucoup d'artistes en 2020, comme Laylow ou Freeze Corleone).

### Influences
Il est influencé par de nombreux domaines dans la musique : avec des influences pop rock, légèrement électro, comme nous le montre son goût pour la guitare (dont il est tatoué) et le piano en écoutant beaucoup :  les Daft Punk, les Beatles et les Rolling Stone. Il a des influences dans la variété française, grâce à sa famille notamment.
Il a aussi des influences, en dehors de la musique, comme la pop culture par exemple, avec des influences manga, comme le montrent ses tatouages ou ses textes (de Dragon Ball Z, de One Piece, mais aussi de Rick et Morty),.

## Discographie

### Singles
- 2019 : Juste un moment
- 2019 : Risques
- 2020 : Ça recommence
- 2020 : 6AM
- 2020 : Séquelles
- 2020 : Les ennuis
- 2020 : Sale tchoin
- 2020 : Tout gâcher (feat. Booba)
- 2021 : BB Part.3

### Collaborations
- 2016 : Chico Montana - Titans feat. Green Montana (sur la mixtape $UPERÑOVÆ)

- 2020 : ISHA - Bad Boy feat. Green Montana (sur l’album La vie Augment vol.3)
- 2021 : Koba LaD - Mission feat. Green Montana (sur l'EP Cartel vol.2)
- 2021 : SDM - 92i feat. Green Montana, Bilton, Booba, Sicario (sur l’album OCHO (Deluxe))
- 2022 : OldPee - MONEYTIME feat. Green Montana (sur l'album WSHHH)
- 2022 : Green Montana - DĀD (sur l’album Le Soleil se lèvera à l'Ouest du média Raplume)
- 2022 : So La Lune - Si ça compte feat. Green Montana (sur l'EP Kenna)
- 2022 : SDM - Nwar sur Nwar feat. Green Montana (sur l’album Lien du 100)
- 2023 : Kodes - N.I.A feat. Green Montana (sur l'album NO Cap, Vol.1)
- 2024 : Usky - Aaliyah feat. Green Montana (sur l'album Anhédonie)
- 2024 : Jolagreen23 - Longlife Nicky Larson feat. Green Montana (sur l'album +99XP)
- 2024 : Zed - Fame feat. Green Montana (sur l'album Malcom)
- 2025 : ISHA - Raz de marée feat. Green Montana (sur l’album Drôle d'oiseau)